# The Singles (The Pretenders)
The Singles è la prima raccolta del gruppo The Pretenders, pubblicata nel 1987 dalla Sire Records.
Comprende anche il singolo I Got You Babe, suonato dal gruppo UB40 e cantato da Chrissie Hynde.

## Tracce
1. Stop Your Sobbing
2. Kid
3. Brass in Pocket
4. Talk of the Town
5. I Go to Sleep
6. Day After Day
7. Message of Love
8. Back on the Chain Gang
9. Middle of the Road
10. 2000 Miles
11. Show Me
12. Thin Line Between Love and Hate
13. Don't Get Me Wrong
14. Hymn to Her
15. My Baby
16. I Got You Babe